# Paucituberculata
De Paucituberculata zijn een orde van buideldieren die voorkomen in de Andes van Venezuela, Colombia, Ecuador, Peru, Chili en Argentinië. Er is één levende familie, de opossummuizen (Caenolestidae), die tegenwoordig nog drie geslachten en zeven soorten omvat. Onderzoekers als McKenna en Bell verenigen deze orde samen met Didelphimorphia, de orde van de buidelratten en uitgestorven verwanten, in een superorde, Ameridelphia. Genetisch onderzoek laat echter zien dat de opossummuizen dichter bij de Australidelphia staan, die de Australische buideldiersoorten en de monito del monte (Dromiciops gliroides) uit de zuidelijke Andes omvat.

## Taxonomie
Naast de zeven opossummuizen zijn er vele fossiele soorten en families bekend, onder andere ook van Antarctica en Australië. De volgende lijst omvat alle families en geslachten en de levende soorten:
- Orde: Paucituberculata (7 soorten)
  - Onderorde: Caenolestoidea (7 soorten)
    - 
      - 
        - Familie: incertae sedis
          - 
            - Geslacht: Callomenus †
            - Geslacht: Cladoclinus †
            - Geslacht: Epanorthus †
            - Geslacht: Garzonia †
            -  Geslacht: Palaeepanorthus †

        - Familie: Abderitidae †
          - 
            - Geslacht: Abdertides †
            -  Geslacht: Pitheculites †

        - Familie: Caenolestidae (Opossummuizen) (7 soorten)
          - Onderfamilie: incertae sedis
            - Geslacht: Halmarhippus †
            -  Geslacht: Micrabderites †

          - Onderfamilie: Caenolestinae (7 soorten)
            - Geslacht: Caenolestes (noordelijke Andes van Venezuela en waarschijnlijk Panama tot Noord-Peru) (5 soorten)
              - Soort: Caenolestes caniventer
              - Soort: Caenolestes condorensis
              - Soort: Caenolestes convelatus
              - Soort: Caenolestes fuliginosus (Ecuadoropossummuis)
              -  Soort: Caenolestes sangay

            - Geslacht: Lestoros (Zuid-Peru en Bolivia) (1 soort)
              -  Soort: Lestoros inca (Peruopossummuis)

            - Geslacht: Pseudhalmarhippus †
            - Geslacht: Rhyncholestes (Argentinië en Chili, ongeveer hetzelfde verspreidingsgebied als Monito del monte) (1 soort)
              -  Soort: Rhyncholestes raphanurus (Chiliopossummuis)

            -  Geslacht: Stilotherium †

          -  Onderfamilie: Pichipilinae †
            - Geslacht: Phonocdromus †
            - Geslacht: Pichipilus †
            -  Geslacht: Pliolestes †

        - Familie: Carolopaulacoutoiidae †
          - 
            -  Geslacht: Carolopaulacoutoia †

        -  Familie: Palaeothentidae †
          - Onderfamilie: incertae sedis
            -  Geslacht: Hondathentes †

          - Onderfamilie: Acdestinae †
            - Geslacht: Acdestis †
            - Geslacht: Acdestodon †
            - Geslacht: Acdestoides †
            -  Geslacht: Trelewthentes †

          -  Onderfamilie: Palaeothentinae †
            - Geslacht: Carlothentes †
            - Geslacht: Palaeothentes †
            - Geslacht: Pilchenia †
            - Geslacht: Propalaeothentes †
            -  Geslacht: Titanothentes †

  -  Onderorde: Polydolopimorphia †
    - Infraorde: incertae sedis
      - 
        -  Familie: Protodidelphidae †
          - 
            - Geslacht: Bobbschaefferia †
            - Geslacht: Carolocoutoia †
            - Geslacht: Guggenheimia †
            - Geslacht: Protodidelphis †
            - Geslacht: Reigia †
            -  Geslacht: Zeusdelphys †

    - Infraorde: Polydolopoidea †
      - 
        - Familie: incertae sedis
          - 
            -  Geslacht: Palangania †

        - Familie: Polydolopidae †
          - Onderfamilie: Parabderitinae †
            -  Geslacht: Parabderites †

          -  Onderfamilie: Polydolopinae †
            - Geslacht: Amphidolops †
            - Geslacht: Antarctodolops †
            - Geslacht: Epidolops †
            - Geslacht: Eudolops †
            - Geslacht: Eurydolops †
            - Geslacht: Polydolops †
            - Geslacht: Pseudolops †
            -  Geslacht: Roberthoffstetteria †

        - Familie: Prepidolopidae †
          - 
            - Geslacht: Prepidolops †
            - Geslacht: Rosendolops †
            -  Geslacht: Seumandia †

        -  Familie: Sillustaniidae †
          - 
            -  Geslacht: Sillustania †

    -  Infraorde: Simpsonitheria †
      - Superfamilie: Argyrolagoidea †
        - Familie: Argyrolagidae †
          - 
            - Geslacht: Argyrolagus †
            - Geslacht: Hondalagus †
            - Geslacht: Microtragulus †
            -  Geslacht: Proargyrolagus †

        - Familie: Gashterniidae †
          - 
            -  Geslacht: Gashternia †

        -  Familie: Groeberiidae †
          - Onderfamilie: Groeberiinae †
            -  Geslacht: Groeberia †

          -  Onderfamilie: Patagoniinae †
            - Geslacht: Klohnia †
            -  Geslacht: Patagonia †

      -  Superfamilie: Caroloameghinioidea †
        - Familie: Glasbiidae †
          - 
            -  Geslacht: Glasbius †

        -  Familie: Caroloameghiniidae †
          - 
            - Geslacht: Caroloameghinia †
            - Geslacht: Chulpasia †
            - Geslacht: Procaroloameghinia †
            -  Geslacht: Robertbutleria †

Cloacadieren · Opossums · Paucituberculata · Microbiotheria · Roofbuideldieren · Buideldassen · Buidelmollen · Klimbuideldieren · Tenreks en goudmollen · Springspitsmuizen · Buistandigen · Klipdasachtigen · Slurfdieren · Zeekoeien · Luiaards en miereneters · Gordeldierachtigen · Insecteneters · Vleermuizen · Schubdierachtigen · Roofdieren · Onevenhoevigen · Evenhoevigen · Walvissen · Knaagdieren · Haasachtigen · Huidvliegers · Toepaja's · Primaten